# Ray Scott
Pour les articles homonymes, voir Scott.
John Raymond (Ray) Scott (né le 12 juillet 1938 à Philadelphie, en Pennsylvanie) est un ancien joueur et entraîneur professionnel de basket-ball. Ailier qui évolua à l'université de Portland, Scott fut sélectionné au 4e rang de la Draft 1961 de la NBA par les Pistons de Détroit.  Scott a eu une carrière de onze années en NBA et en American Basketball Association, avec les Pistons, les Bullets de Baltimore et les Squires de la Virginie.
Scott entraîna les Pistons durant trois saisons et demie, de 1972 à 1976. En 1974, il remporta le trophée de NBA Coach of the Year.